# Kanton Bains-les-Bains
Der Kanton Bains-les-Bains war bis 2015 ein französischer Kanton im Arrondissement Épinal, im Département Vosges und in der Region Lothringen; sein Hauptort war Bains-les-Bains. Letzter Vertreter im Generalrat des Départements war von 2008 bis 2015 Frédéric Drevet (PS). 

## Geografie
Der Kanton Bains-les-Bains war 169,97 km² groß und hatte 3.857 Einwohner (2006), was einer Bevölkerungsdichte von 23 Einwohnern pro km² entsprach. 

## Lage
Der Kanton lag an der Südgrenze des Départements Vosges. 

Lage des Kantons Bains-les-Bains innerhalb des Arrondissements Épinal
Lage des Kantons Bains-les-Bains innerhalb des Départements Vosges

## Gemeinden
Der Kanton bestand aus elf Gemeinden:
| Gemeinde            | Einwohner Jahr | Fläche km² | Bevölkerungsdichte | Code INSEE | Postleitzahl |
| ------------------- | -------------- | ---------- | ------------------ | ---------- | ------------ |
| Bains-les-Bains     | 1.204 (2013)   | 25,37      | 47 Einw./km²       | 88029      | 88240        |
| Fontenoy-le-Château | 586 (2013)     | 38,13      | 15 Einw./km²       | 88176      | 88240        |
| Grandrupt-de-Bains  | 85 (2013)      | 3,6        | 24 Einw./km²       | 88214      | 88240        |
| Gruey-lès-Surance   | 255 (2013)     | 27,1       | 9 Einw./km²        | 88221      | 88240        |
| Harsault            | 381 (2013)     | 10,85      | 35 Einw./km²       | 88234      | 88240        |
| Hautmougey          | 149 (2013)     | 7,87       | 19 Einw./km²       | 88235      | 88240        |
| La Haye             | 124 (2013)     | 7,34       | 17 Einw./km²       | 88236      | 88240        |
| Montmotier          | 50 (2013)      | 4,24       | 12 Einw./km²       | 88311      | 88240        |
| Trémonzey           | 215 (2013)     | 9,07       | 24 Einw./km²       | 88479      | 88240        |
| Vioménil            | 145 (2013)     | 23,59      | 6 Einw./km²        | 88515      | 88260        |
| Les Voivres         | 336 (2013)     | 12,81      | 26 Einw./km²       | 88520      | 88240        |

Seit 1. Januar 2013 ist die frühere Gemeinde Le Magny Teil von Fontenoy-le-Château.

## Bevölkerungsentwicklung
| 1962  | 1968  | 1975  | 1982  | 1990  | 1999  | 2006  | 2012  |
| ----- | ----- | ----- | ----- | ----- | ----- | ----- | ----- |
| 5.324 | 4.939 | 4.430 | 4.155 | 3.944 | 3.838 | 3.857 | 3.576 |